# 640年代
640年代（ろっぴゃくよんじゅうねんだい）は、西暦（ユリウス暦）640年から649年までの10年間を指す十年紀。

## できごと

### 640年
- イスラム帝国のシリア征服が完了。
- 640年頃 - ジャワ島中部にシャイレーンドラ朝が成立

### 642年
- ニハーヴァンドの戦いでサーサーン朝がイスラム帝国に大敗する。

### 643年
- 蘇我入鹿が山背大兄王一家を滅ぼす。

### 645年
- 中大兄皇子・中臣鎌足ら、蘇我入鹿を宮中で暗殺する。蘇我蝦夷は自殺する（乙巳の変）。難波宮へ遷都（-655年）。

### 646年
- 改新の詔を宣する（大化の改新）。逢坂関が山城国と近江国の国境に置かれる。

### 647年
- 朝廷によって越国北部（現:新潟県新潟市付近）に渟足柵（ぬたりのき）が築かれた。